# Ninety Nine All Stars Tour
Ninety Nine All Stars Tour var en turné med uppvisningsmatcher inom ishockey, där det sammansatta laget  Ninety Nine All Stars reste runt och spelade under NHL-lockouten 1994/1995. Det skapades av Wayne Gretzky och hans rådgivare och agentur IMG, samt med stöd av hans vänner. Det var Michael Barnett, Claes Elefalk och Lars Sternmarker som alla jobbade för Mark McCormacks bolag IMG, International Management Group som arrangerade turnen. Det startade med ett telefonsamtal från Gretzky och Barnett till Elefalk i oktober 1994. Målet var att hålla sig i form under lockouten, samla in pengar till välgörenhet, samt marknadsföra ishockeysporten runtom i världen. Totalt spelade man åtta matcher runtom i världen.

## Matcherna
- 1 december 1994: 3-4-förlust mot Detroit Vipers (IHL)
  - Steve Yzerman, Sergej Fjodorov (Sergei Fedorov) och Paul Coffey, alla från Detroit Red Wings, spelade inte. Miroslav Satan sköt segermålet för Detroit Vipers.
- 3 december 1994: 7-1-seger mot Jokerit (Helsinki, Finland)
- 4 december 1994: 3-4-OT-förlust mot Ilves (Tampere, Finland)
- 6 december 1994: 6-3-seger mot Norwegian Spectrum All Stars (Oslo, Norge)
- 9 december 1994: 8-3-seger mot Djurgårdens IF (Sverige)
- 10 december 1994: 5-2-sseger mot Västra Frölunda HC (Sverige)
- 12 december 1994: 5-6-övertidsförlust mot Malmö IF (Sverige)
- 14 december 1994: 8-5-seger mot German All Stars (Freiburg, Tyskland)